# Carlos Miguel Aysa González
Carlos Miguel Aysa González (Palizada, Campeche; 21 de agosto de 1950) es un abogado, diplomático y político mexicano. Fue gobernador sustituto del estado de Campeche desde el 13 de junio de 2019 al 15 de septiembre de 2021.
Actualmente es el embajador de México en República Dominicana

## Biografía

### Primeros años
Carlos Miguel Aysa González nació el 21 de agosto de 1950 en Palizada, Campeche. Estudió la licenciatura en derecho en la Universidad La Salle de la Ciudad de México de 1972 a 1977.

### Primeros cargos políticos
En 1994 fue nombrado diputado del Congreso del Estado de Campeche en representación del municipio de Palizada en la LV Legislatura del Congreso del Estado de Campeche. Del 19 de abril de 2000 al 15 de junio de 2001 fue procurador general de Justicia del Estado de Campeche. Del 1 de julio de 2004 al 15 de septiembre de 2009 fue secretario de Seguridad Pública del Estado de Campeche, durante la gobernatura de Jorge Carlos Hurtado Valdez.
El 14 de julio de 2017 fue nombrado como secretario de Gobierno de Campeche en el gobierno de Alejandro Moreno Cárdenas, cargo que desempeñó hasta el 13 de junio de 2019.

### Gobernador de Campeche
El 13 de junio de 2019 el gobernador Alejandro Moreno Cárdenas pidió licencia definitiva a su cargo ante el Congreso del Estado de Campeche, el cual nombró a Aysa González como gobernador sustituto con el voto a favor de 32 de los 35 diputados presentes.

### Embajador de México en República Dominicana
El 26 de abril de 2022 fue nombrado como embajador de México en la República Dominicana con 64 votos a favor de Morena, PT y PVEM, así como 44 en contra de todos los partidos de oposición y dos abstenciones. Esto después de que su hijo Carlos Miguel Aysa Damas, renunció al PRI para sumarse a Morena y votar a favor de la reforma eléctrica del presidente Andrés Manuel López Obrador.